# 小行星957
小行星957（957 Camelia）是一颗绕太阳运转的小行星，为主小行星带小行星。该小行星于1921年9月7日发现。
該小行星以山茶命名。

## 轨道参数
小行星957的轨道半长轴为2.9188403 UA，离心率为0.086。